# Medetera bispinosa
Medetera bispinosa är en tvåvingeart som beskrevs av Negrobov 1967. Medetera bispinosa ingår i släktet Medetera och familjen styltflugor. Inga underarter finns listade i Catalogue of Life.